# Glide (Oregon)
Glide is een plaats (census-designated place) in de Amerikaanse staat Oregon, en valt bestuurlijk gezien onder Douglas County.

## Demografie
Bij de volkstelling in 2000 werd het aantal inwoners vastgesteld op 1690.

## Geografie
Volgens het United States Census Bureau beslaat de plaats een oppervlakte van 26,4 km², waarvan 26,2 km² land en 0,2 km² water. Glide ligt op ongeveer 255 m boven zeeniveau.

## Plaatsen in de nabije omgeving
De onderstaande figuur toont nabijgelegen plaatsen in een straal van 32 km rond Glide.